# Список земноводных и пресмыкающихся, занесённых в Красную книгу Тамбовской области
Список земноводных и пресмыкающихся, занесённых в Красную книгу Тамбовской области включает 4 вида земноводных и 5 видов пресмыкающихся, занесённых в Красную книгу Тамбовской области.

## Земноводные
| Иллюстрация         | Русское название   | Латинское название и автор             | Категория и статус                                      | Краткая характеристика |
| ------------------- | ------------------ | -------------------------------------- | ------------------------------------------------------- | --- |
| Самец, водная форма | Гребенчатый тритон | Triturus cristatus (Laurenti, 1768)    | II категория. Сокращающийся в численности вид.          | В Тамбовской области обитает на юго-восточной границу ареала. Встречается в основном на севере области в Бондарском, Инжавинском, Мичуринском, Моршанском, Пичаевском, Рассказовском, Сосновском и Тамбовском районах. Численность снижается в результате расчистки леса, загрязнения и изменения гидрорежима водоёмов и хищничества инвазионной рыбы — ротана. |
|                     | Серая жаба         | Bufo bufo (Linnaeus, 1758)             | III категория. Редкий вид.                              | В Тамбовской области обитает на юго-восточной границу ареала. Встречается в основном на севере области в Бондарском, Мичуринском, Моршанском, Первомайском, Пичаевском, Рассказовском, Сосновском и Тамбовском районах. Повсеместно редка. Относительная редкость в области не более 1,5 особей на км маршрута. К лимитирующим факторам относятся сведение лесов, загрязнение и изменение гидрорежима нерестовых водоёмов.                                               |
|                     | Съедобная лягушка  | Pelophylax esculentus (Linnaeus, 1758) | III категория. Редкий вид.                              | В Тамбовской области распространена неравномерно в Бондарском, Знаменском, Инжавинском, Кирсановском, Мичуринском, Моршанском, Мучкапском, Первомайском, Пичаевском, Рассказовском, Сосновском, Сампурском и Тамбовском районах. Является гибридом между озёрной и прудовой лягушками, обитая в смешанных популяционных системах с родительскими видами. К лимитирующим факторам относятся разрушение биотопов, загрязнение и изменение гидрорежима нерестовых водоёмов. |
|                     | Травяная лягушка   | Rana temporaria Linnaeus, 1758         | I категория. Вид, находящийся под угрозой исчезновения. | В XX веке считался обычным видом. В настоящее время в области известна единственная популяция в Пичаевском районе. Численность крайне низкая. К лимитирующим факторам относятся разрушение биотопов с высокой влажностью и обильным выходом подземных вод, а также конкуренция с остромордой лягушкой. |

## Пресмыкающиеся
| Иллюстрация | Русское название         | Латинское название и автор                            | Категория и статус             | Краткая характеристика |
| ----------- | ------------------------ | ----------------------------------------------------- | ------------------------------ | --- |
|             | Колхидская веретеница    | Anguis colchica (Laurenti, 1768)                      | III категория. Редкий вид.     | В Красной книге Тамбовской области указана как ломкая веретеница (Anguis fragilis), однако по данным молекулярно-генетических исследований этот вид распространён только в Западной и Центральной Европе, в то время как в Восточной Европе обитает колхидская веретеница. Известна из Бондарского, Знаменского, Инжавинского, Кирсановского, Мичуринского, Моршанского, Мучкапского, Первомайского, Пичаевского, Рассказовского, Ржаксинского, Сосновского, Тамбовского, Уваровского и Уметского районов. К лимитирующим факторам относятся гибель на дорогах, лесные пожары, истребление людьми и расчистка лесов. |
|             | Живородящая ящерица      | Zootoca vivipara (Lichtenstein, 1823)                 | III категория. Редкий вид.     | В Тамбовской области обитает в Бондарском, Знаменском, Инжавинском, Кирсановском, Мичуринском, Моршанском, Мучкапском, Первомайском, Пичаевском, Рассказовском, Ржаксинском, Сосновском, Тамбовском, Уваровском и Уметском районах. Лимитирующие факторы включают затопление территорий водохранилищами, застройка, мелиорация, а также рекреационная нагрузка. |
|             | Обыкновенная медянка     | Coronella austriaca Laurenti, 1768                    | III категория. Редкий вид.     | В Тамбовской области обитает в Бондарском, Мичуринском, Моршанском, Пичаевском, Сосновском, Тамбовском и Рассказовском районах. Уничтожается людьми, считающими её ядовитой змеёй. |
|             | Гадюка Никольского       | Vipera nikolskii Vedmederja, Grubant & Rudayeva, 1986 | III категория. Редкий вид.     | Иногда рассматривается как подвид обыкновенной гадюки. В Тамбовской области обитает в Бондарском, Знаменском, Инжавинском, Кирсановском, Мичуринском, Моршанском, Мучкапском, Первомайском, Пичаевском, Рассказовском, Ржаксинском, Сосновском, Тамбовском и Уваровском районах. Лимитирующими факторами являются застройка территорий, гибель на дорогах и прямое истребление людьми. |
|             | Восточная степная гадюка | Vipera renardi (Christoph, 1861)                      | 00 категория. Исчезнувший вид. | Считается, что до распашки степей была широко распространена в области. В последний раз вид достоверно отмечалась в области в 1920 году в 12 верстах к юго-западу от Тамбова. В настоящее время в области не встречается. |